# Équipe d'Argentine de football à la Copa América 1963
L'équipe d'Argentine de football participe à sa 25e Copa América lors de l'édition 1963 qui a eu lieu en Bolivie du 10 au 31 mars 1963.

## Résultats
Les sept équipes participantes sont réunies au sein d'une poule unique où chaque formation rencontre une fois ses adversaires. À l'issue des rencontres, l'équipe classée première remporte la compétition.
|   | Équipe    | Pts | J | G | N | P | BP | BC | Diff |
| - | --------- | --- | - | - | - | - | -- | -- | ---- |
| 1 | Bolivie   | 11  | 6 | 5 | 1 | 0 | 19 | 13 | +6   |
| 2 | Paraguay  | 9   | 6 | 4 | 1 | 1 | 13 | 7  | +6   |
| 3 | Argentine | 7   | 6 | 3 | 1 | 2 | 15 | 10 | +5   |
| 4 | Brésil    | 5   | 6 | 2 | 1 | 3 | 12 | 13 | -1   |
| 5 | Pérou     | 5   | 6 | 2 | 1 | 3 | 8  | 11 | -3   |
| 6 | Équateur  | 4   | 6 | 1 | 2 | 3 | 14 | 18 | -4   |
| 7 | Colombie  | 1   | 6 | 0 | 1 | 5 | 10 | 19 | -9   |

| 10 mars | Argentine | 4 | 2 | Colombie  |
| 13 mars | Pérou     | 2 | 1 | Argentine |
| 20 mars | Argentine | 4 | 2 | Équateur  |
| 24 mars | Argentine | 3 | 0 | Brésil    |
| 28 mars | Bolivie   | 3 | 2 | Argentine |
| 31 mars | Argentine | 1 | 1 | Paraguay  |

### Matchs
| 10 mars 1963 | Argentine                                            | 4 – 2 | Colombie                 | Estadio Félix Capriles (Cochabamba)               |                                                   |
| | R. Zárate 3e, 89e · J. Fernández 27e · Rodríguez 87e | (2 - 2)                                                                                                  | Campillo 4e · Aceros 37e | Spectateurs : 18 000 Arbitrage : João Etzel Filho | Spectateurs : 18 000 Arbitrage : João Etzel Filho |
| Andrada - Cardoso, Martín - Navarro, Albrecht ( 59e Griguol), Vázquez - Juárez, Menotti ( 75e Rodríguez), J. Fernández ( 46e Rossi), Savoy, R. Zárate | Équipes                                              | Mosquera - Marín, J. González - Co. Arango, Aponte, López - Silva, Campillo, Gamboa, H. González, Aceros |                          | Spectateurs : 18 000 Arbitrage : João Etzel Filho | Spectateurs : 18 000 Arbitrage : João Etzel Filho |

| 13 mars 1963 | Pérou                      | 2 – 1 | Argentine     | Estadio Félix Capriles (Cochabamba)                 |                                                     |
| | Tenemás 62e · Gallardo 76e | (0 - 0) | R. Zárate 57e | Spectateurs : 10 000 Arbitrage : José Dimas Larrosa | Spectateurs : 10 000 Arbitrage : José Dimas Larrosa |
| Bazán - Campos ( Bravo), Elías - De la Vega ( Ladrón de Guevara), Donayre, Ruíz - Gallardo, Zegarra, León, Tenemás, N. Mosquera | Équipes                    | Andrada - Navarro, Martín - Ditro, Griguol, Vázquez - Bernao ( 69e Juárez), Rossi ( 55e Rodríguez), Menotti, Savoy, R. Zárate ( 80e Lallana) |               | Spectateurs : 10 000 Arbitrage : José Dimas Larrosa | Spectateurs : 10 000 Arbitrage : José Dimas Larrosa |

| 20 mars 1963 | Argentine                           | 4 – 2 | Équateur                  | Estadio Félix Capriles (Cochabamba)              |                                                  |
| | Savoy 34e, 53e, 90e · Rodríguez 58e | (1 - 1) | Pineda 32e · Palacios 49e | Spectateurs : 20 000 Arbitrage : Arturo Yamasaki | Spectateurs : 20 000 Arbitrage : Arturo Yamasaki |
| Andrada - Navarro, Martín - Ditro ( 72e Ferreiro), Griguol, Vázquez - Juárez, Rodríguez, E. Fernández ( 89e), Savoy ( 84e Rossi), R. Zárate | Équipes                             | Mejía ( Ansaldo) - Macías, Lecaro - Johnson, Pineda ( Galarza), Bustamante - Gando, Palacios, Raffo, Raymondi Contreras, Larrea ( Cañarte) |                           | Spectateurs : 20 000 Arbitrage : Arturo Yamasaki | Spectateurs : 20 000 Arbitrage : Arturo Yamasaki |

| 24 mars 1963 | Argentine                             | 3 – 0 | Brésil | Estadio Hernando Siles (La Paz)                  |                                                  |
| | Rodríguez 3e · Savoy 33e · Juárez 86e | (2 - 0) |        | Spectateurs : 30 000 Arbitrage : Arturo Yamasaki | Spectateurs : 30 000 Arbitrage : Arturo Yamasaki |
| Andrada - Navarro, Martín - Ditro ( 59e Cardoso), Griguol, Vázquez - Juárez, Rodríguez, E. Fernández, Savoy, R. Zárate | Équipes                               | Marcial - Jorge, Mário Tito ( William) - Procópio, Geraldino, Ílton Vaccari ( Ari) - Amauri, Flávio, Hílton Chaves, Marco Antônio ( Amauri Silva), Oswaldo |        | Spectateurs : 30 000 Arbitrage : Arturo Yamasaki | Spectateurs : 30 000 Arbitrage : Arturo Yamasaki |

| 28 mars 1963 | Bolivie                                 | 3 – 2 | Argentine          | Estadio Hernando Siles (La Paz)                  |                                                  |
| | Castillo 12e · Blacut 32e · Camacho 88e | (2 - 2) | Rodríguez 27e, 34e | Spectateurs : 20 000 Arbitrage : Arturo Yamasaki | Spectateurs : 20 000 Arbitrage : Arturo Yamasaki |
| A. López - Je. Herbas, Cainzo - Camacho, Vargas, Ramírez ( Ja. Herbas) - García, Blacut, Alcócer, Ugarte, Castillo | Équipes                                 | Andrada - Navarro, Martín ( 46e Ferreiro) - Cardoso, Griguol, Vázquez - Juárez, Rodríguez, E. Fernández ( 67e J. Fernández), Savoy, R. Zárate |                    | Spectateurs : 20 000 Arbitrage : Arturo Yamasaki | Spectateurs : 20 000 Arbitrage : Arturo Yamasaki |

| 31 mars 1963 | Argentine   | 1 – 1 | Paraguay    | Estadio Hernando Siles (La Paz)                  |                                                  |
| | Lallana 58e | (0 - 1) | Cabrera 33e | Spectateurs : 15 000 Arbitrage : Arturo Yamasaki | Spectateurs : 15 000 Arbitrage : Arturo Yamasaki |
| Andrada - Navarro, Martín - Cardoso, Griguol, Bautista - Juárez ( Bernao), J. Fernández, E. Fernández ( Rossi), Savoy, R. Zárate ( Lallana) | Équipes     | González - Breglia, Amarilla - A. Insfrán, Calonga, Osorio - Quiñónez ( Lezcano), Cabrera, E. Zárate, Ayala, Arámbulo |             | Spectateurs : 15 000 Arbitrage : Arturo Yamasaki | Spectateurs : 15 000 Arbitrage : Arturo Yamasaki |

## Navigation